# 墨西拿海豹属
墨西拿海豹属（学名：Messiphoca）是海豹科下的一个属。

## 下属物种
本属包括以下物种：
- 毛里塔尼亚墨西拿海豹 Messiphoca mauretanica de Muizon, 1981